# Moriz Rosenthal
Moriz Rosenthal, także pol. Maurycy Rosennthal (ur. 17 grudnia 1862 we Lwowie, zm. 3 września 1946 w Nowym Jorku) – polski pianista.

## Życiorys
Rosenthal urodził się we Lwowie (wówczas leżącym w granicach Cesarstwa Austriackiego), gdzie jego ojciec był dyrektorem i profesorem akademii. W wieku ośmiu lat rozpoczął naukę gry na fortepianie.
W 1872 roku Rosenthal został uczniem Karola Mikulego, dyrektora Galicyjskiego Towarzystwa Muzycznego we Lwowie, następnie studiował z Rafaelem Joseffy’m i Tausigiem. Zwiedził Rumunię. W 1878 roku został uczniem Ferenca Liszta, z którym studiował w Weimarze i Rzymie.
Jako uczeń Liszta, Rosenthal bywał m.in. w Petersburgu, Paryżu. Jego wykształcenie ogólne nie zostało zaniedbane. W 1880 roku podjął studia filozoficzne na Uniwersytecie Wiedeńskim. Sześć lat później powrócił do kariery pianisty, osiągając sukcesy w Lipsku, a następnie w 1888 roku w Bostonie, wreszcie w Anglii w 1895 roku. 
W latach 1926–1928 był wykładowcą w Curtis Institute of Music w Filadelfii. Od 1939 nauczał w własnej szkole gry na fortepianie w Nowym Jorku.
Przyjaźnił się z wieloma znanymi muzykami swoich czasów, m.in. Johannesem Brahmsem, Johannem Straussem, Antonem Rubinsteinem, Hansem von Bülowem, Camille’em Saint-Saënsem, Jules’em Massenetem i Isaakiem Albénizem.
11 listopada 1934 został odznaczony Złotym Krzyżem Zasługi „za zasługi na polu propagandy muzyki polskiej zagranicą” (wymieniony jako „Maurycy Rosenthal”).
Antologia pism autobiograficznych Rosenthala została opublikowana w ramach programu „In Word and Music” (red. Mark Mitchell, Allan Evans, wyd. Indiana University Press, 2006) – zawiera również płytę CD z niepublikowanymi nagraniami.